# غوستافو كوستا
غوستافو ناسيمنتو دا كوستا (بالبرتغالية: Gustavo) هو لاعب كرة قدم برازيلي في مركز الوسط، ولد في 20 مارس 1995 في Manacapuru ‏ في البرازيل. لعب مع نادي بورتيمونينسي ونادي الخور.

## وصلات خارجية
- غوستافو ناسيمنتو دا كوستا على موقع قاعدة بيانات كرة القدم.إي يو (الإنجليزية)
- غوستافو ناسيمنتو دا كوستا على موقع Soccerway.com (الإنجليزية)